# 5. říjen
5. říjen je 278. den roku podle gregoriánského kalendáře (279. v přestupném roce). Do konce roku zbývá 87 dní.

## Události

### Česko
- 1305 – Král Václav III. si  vzal v Brně za ženu Violu Těšínskou. O necelý rok později byl ale v Olomouci zavražděn, aniž mu Viola zplodila potomka – a tak rod Přemyslovců vymřel po meči.
- 1547 – Byl obnoven tzv. Svatojakubský mandát, namířený proti Jednotě bratrské
- 1842 – v Plzni byla pod vedením sládka Josefa Grolla uvařena první várka plzeňského piva.
- 1920 – V Praze bylo založeno umělecké sdružení Devětsil podle nápadu Vladislava Vančury
- 1934 – Premiéra českého filmu Poslední muž, podle divadelní hry F. X. Svobody. V režii Martina Friče hraje hlavní roli Hugo Haas
- 1938 – Československý prezident Edvard Beneš abdikoval na svou funkci.
- 1999 – Česká tenistka Jana Novotná oznámila ukončení sportovní kariéry
- 2008 – Za bílého dne byl z hotelu Olympic v Praze ukraden trezor s akciemi a hotovostí zhruba 300 000 000 korun.
- 2010 – V Praze byly do zkušebního provozu s cestujícími zařazeny tříčlánkové, plně nízkopodlažní tramvaje Škoda 15T.
- 2016 – Rusa Jevgenije Nikulina zadržela Policie České republiky v Praze na základě amerického zatykače.

### Svět
- 1910 – V Portugalsku byla svržena monarchie a vyhlášena republika.
- 1914 – Uskutečnil se první letecký souboj, pilot francouzského bombardéru Voisin sestřelil německý letoun Aviatik.
- 1915 – Bulharsko vstoupilo do 1. světové války.
- 1925 – Archeolog Howard Carter vstoupil do pohřební komory faraona Tutanchamona.
- 1962
  - V Paříži podepsali zástupci Belgie, Francie, Německa, Nizozemí a Švédska smlouvu o zřízení evropské organizace pro astronomický výzkum na jižní polokouli – dnešní Evropské jižní observatoře (ESO).
  - Britská skupina Beatles vydává svůj první velký hit, Love Me Do.
- 1966 – Na mezivládní konferenci UNESCO a ILO o postavení učitelů v Paříži byla přijala Chartu učitelů, na jejíž počest se v tento den v mnohých zemích slaví Mezinárodní den učitelů
- 1969 – První vysílání pořadu Monty Pythonův létající cirkus.
- 1991 – Vydáno první oficiální jádro operačního systému Linux, verze 0.02.
- 1998 – V Soulu se upálilo šest členů sekty Církev věčného života.
- 2000 – Velká demonstrace v Bělehradě. Na jejím základě jugoslávský prezident Slobodan Milošević uznal porážku ve volbách a druhý den abdikoval.
- 2003 – Achmat Kadyrov zvolen prezidentem Čečenska.

## Narození

### Česko

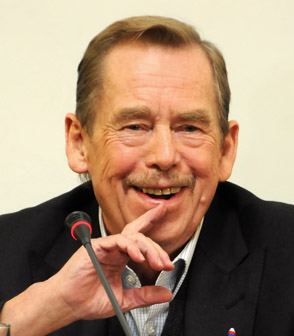
Prezident Václav Havel (* 1936)

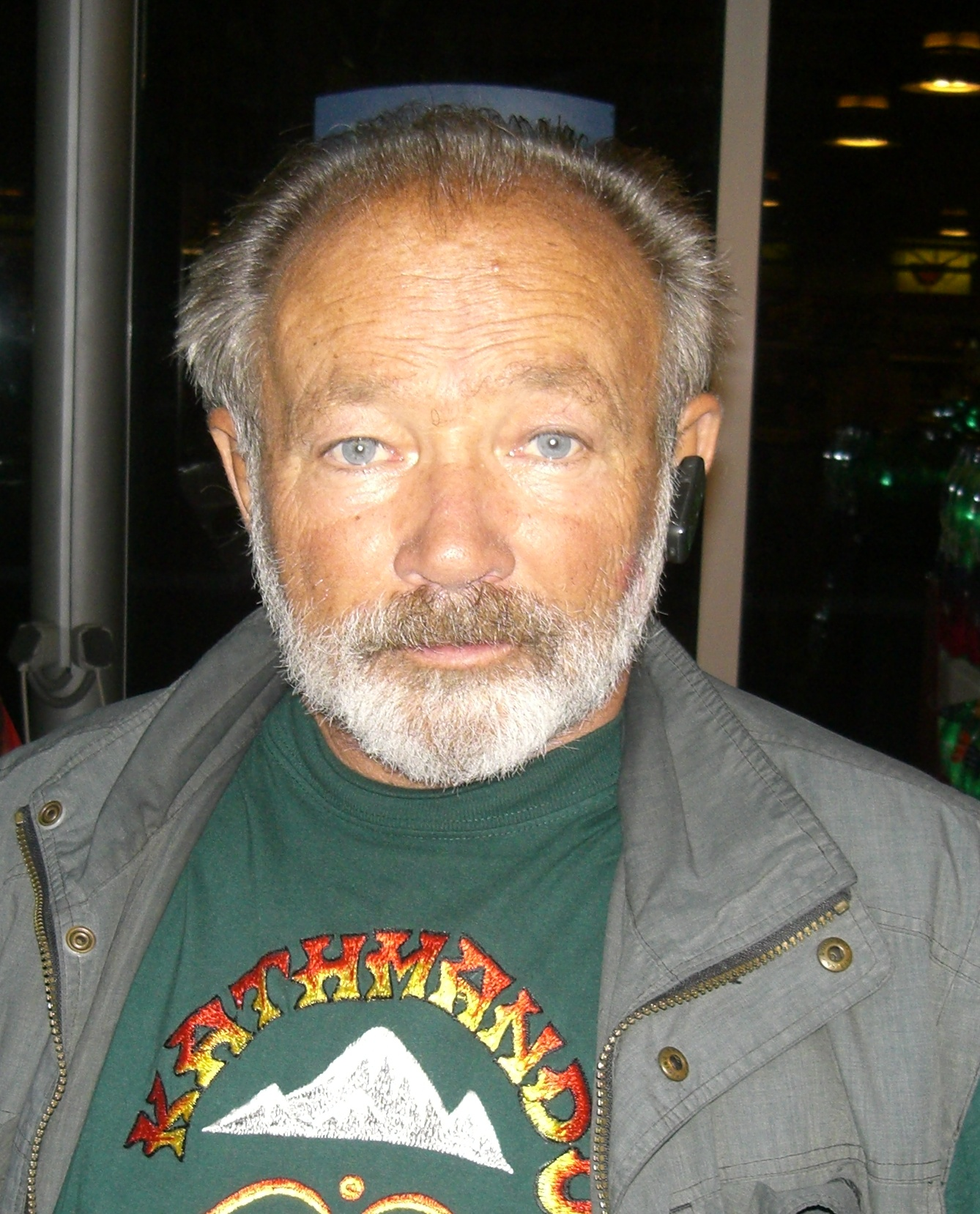
Herec Rudolf Hrušínský (* 1946)

- 1781 – Bernard Bolzano, český matematik († 18. prosince 1848)
- 1799 – Vincenz Priessnitz, zakladatel přírodního léčitelství († 28. listopadu 1851)
- 1792 – Cyril František Napp, opat, kulturní a politický činitel († 22. července 1867)
- 1822 – Václav František Bambas, filolog a překladatel († 16. ledna 1904)
- 1832 – Ruprecht F. X. Smolík, opat Břevnovského kláštera († 22. srpna 1887)
- 1834 – Baruch Placzek, brněnský rabín († 7. září 1922)
- 1846 – F. B. Batovec, velkoobchodník a tiskař († 14. října 1909)
- 1847 – H. Uden, lékař, politik a spisovatel († 9. června 1930)
- 1850 – Josef Šíl, lékař a politik († 28. února 1933)
- 1857 – Bohuslav Rieger, právník a profesor rakouských říšských dějin († 29. května 1907)
- 1867 – Karel Sokol, český nacionalistický politik († 20. března 1922)
- 1868 – Franz Spina, československý politik německé národnosti († 17. září 1938)
- 1872 – Emil Votoček, chemik († 11. října 1950)
- 1876 – Heinrich Brunar, československý politik německé národnosti († 10. června 1933)
- 1882 – Otto Peters, malíř († 8. července 1970)
- 1885 – Slavomil Ctibor Daněk, teolog, vysokoškolský pedagog († 23. února 1946)
- 1887 – František Bořek-Dohalský, šlechtic, člen protinacistického odboje a diplomat († 3. ledna 1951)
- 1898 – Karel Stránský, právník a sokolský funkcionář († 14. dubna 1978)
- 1904 – Libuše Jansová, archeoložka († 1. ledna 1996)
- 1910 – Jiří Kostka, herec († 6. srpna 1985)
- 1914 – Ján Ušiak, velitel partyzánské brigády Jana Žižky z Trocnova († 3. listopadu 1944)
- 1918 – Miroslav Štandera, vojenský letec († 19. února 2014)
- 1919 – Běla Jurdová, herečka († 15. srpna 2009)
- 1920 – Václav Havel, kanoista († 14. prosince 1979)
- 1926 – Miloslav Pokorný, hokejista († 8. listopadu 1948)
- 1928 – Viliam Jakubčík, československý fotbalový reprezentant († 11. října 1998)
- 1932 – Jan Koblasa, sochař, malíř, grafik, scénograf, básník a hudebník († 3. října 2017)
- 1936 – Václav Havel, dramatik a prezident († 18. prosince 2011)
- 1939 – Stanislav Pěnička, sportovní funkcionář a politik
- 1943 – Jaromír Málek, egyptolog († 23. května 2023)
- 1944 – Karel Kovanda, diplomat
- 1946 – Rudolf Hrušínský mladší, herec
- 1949 – Jiří Zavřel, herec († 1. června 2010)
- 1995 – Filip Suchý, fotbalový obránce († 2. května 2019)

### Svět

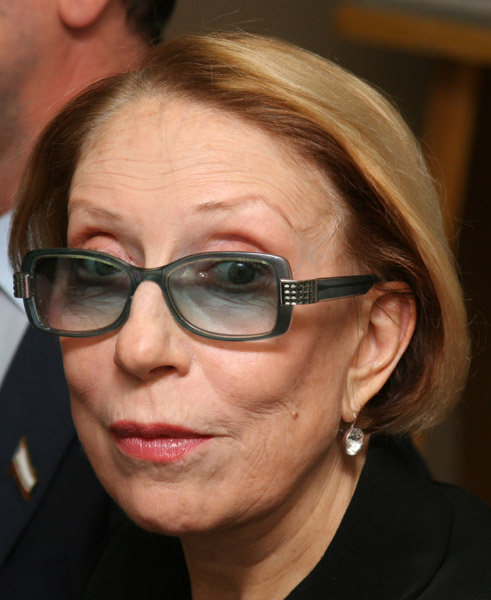
Inna Čurikovová (* 1943)

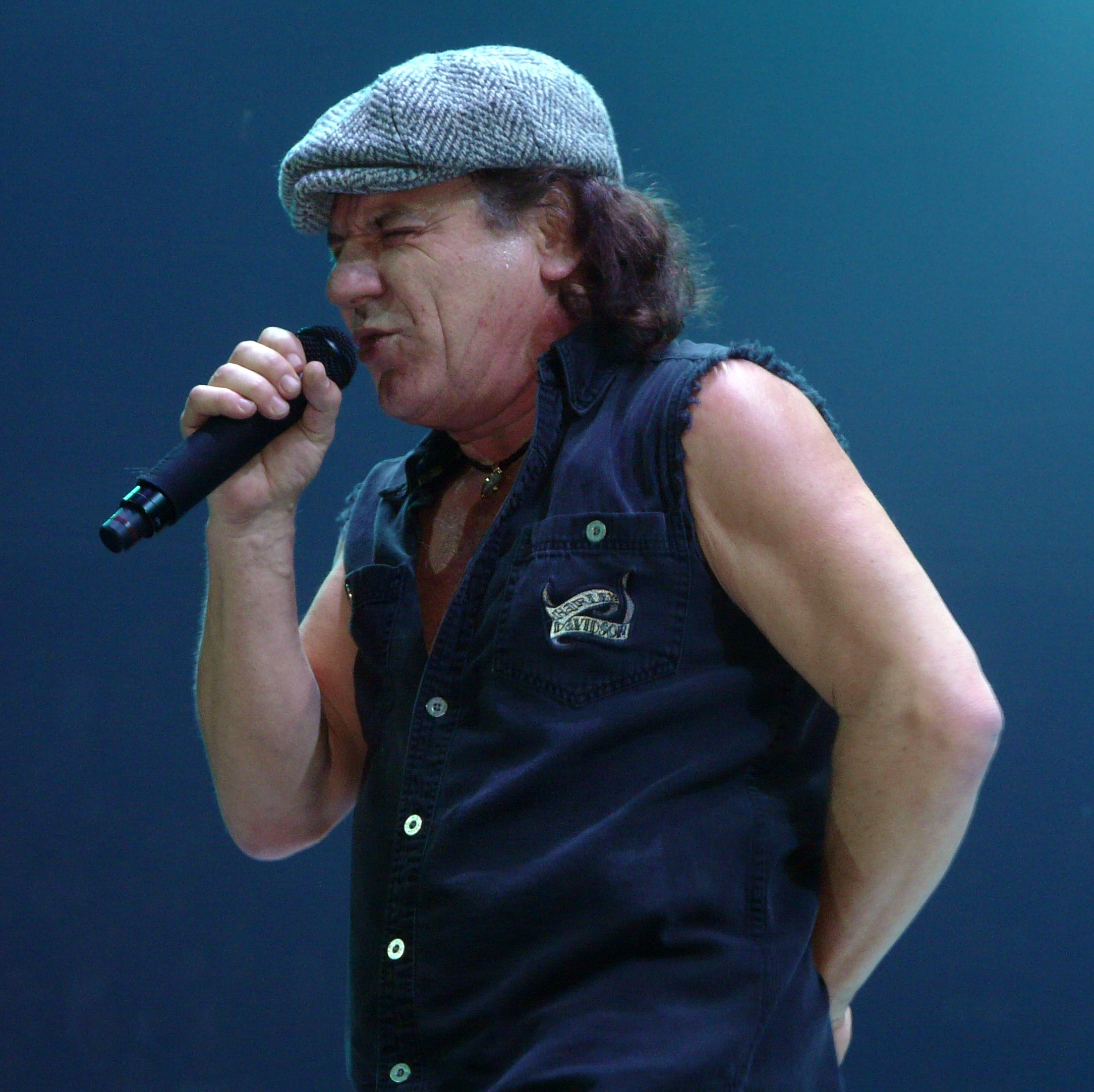
Brian Johnson (* 1947)

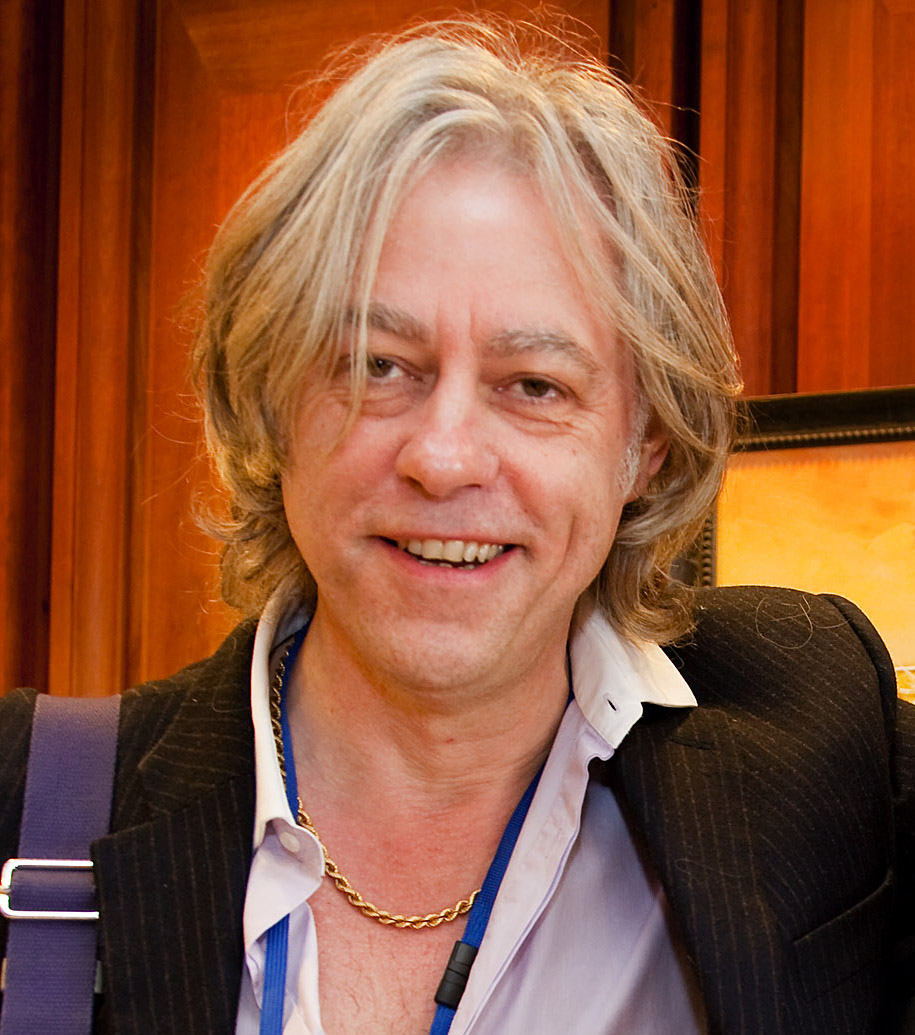
Bob Geldof (* 1951)

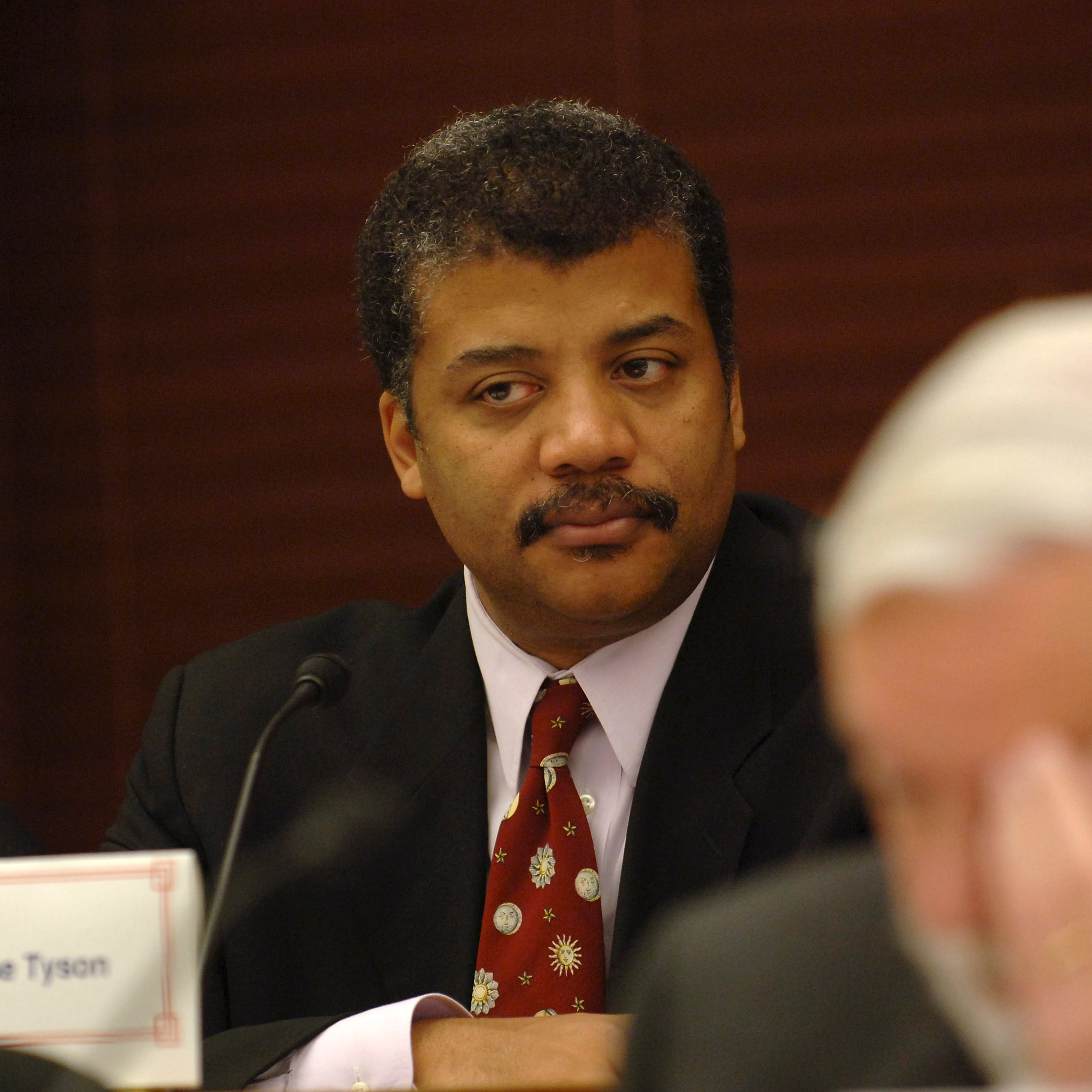
Neil deGrasse Tyson (* 1958)

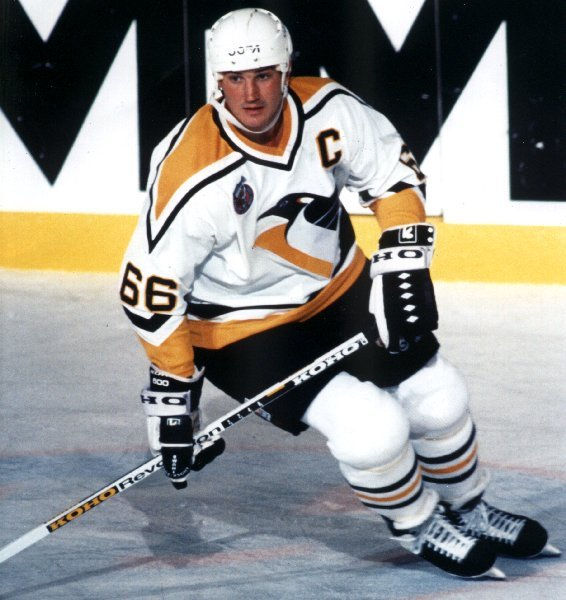
Mario Lemieux (* 1965)

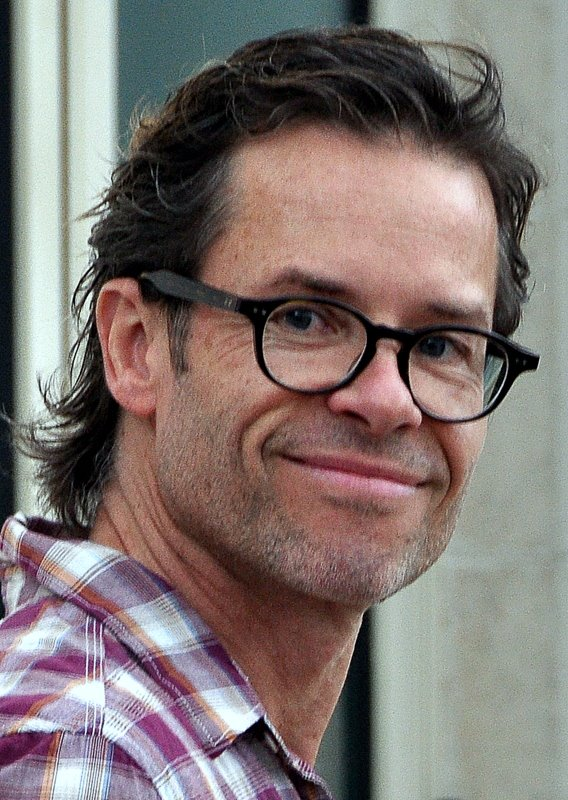
Guy Pearce (* 1967)

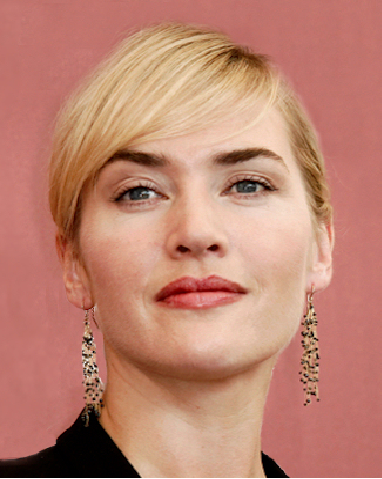
Kate Winsletová (* 1975)

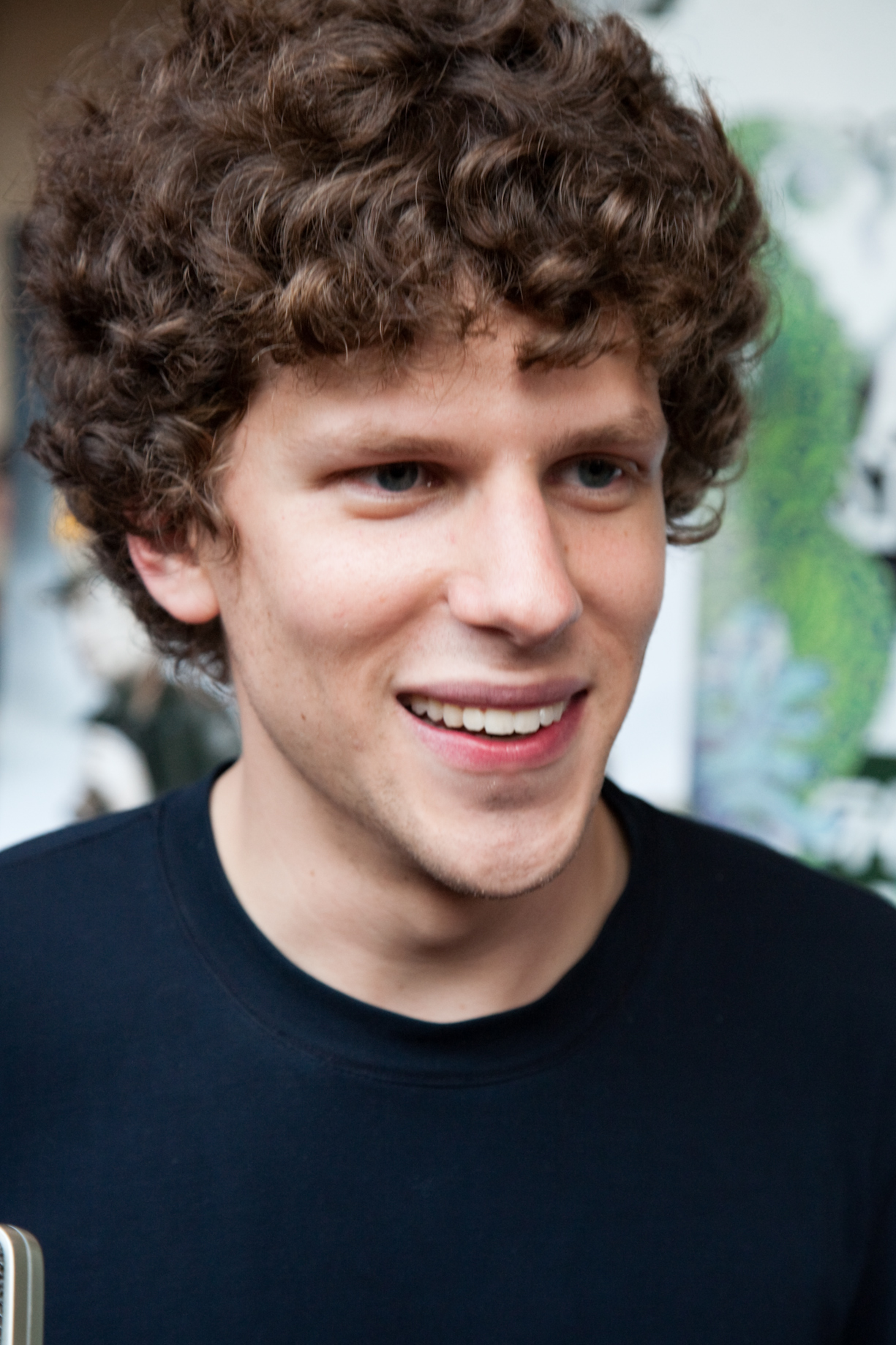
Jesse Eisenberg (* 1983)

- 1609 – Paul Fleming, německý lyrický básník († 2. dubna 1640)
- 1625 – Eduard Falcký, falcký princ, syn Fridricha Falckého († 13. března 1663)
- 1640 – Madame de Montespan, milenka francouzského krále Ludvíka XIV. († 26. května 1707)
- 1658 – Marie Beatrice d'Este, anglická královna, manželka Jakuba II. Stuarta († 7. května 1718)
- 1703 – Jonathan Edwards, severoamerický evangelikální teolog a filozof († 22. března 1758)
- 1704 – Maurice Quentin de La Tour, francouzský malíř († 17. února 1788)
- 1712 – Francesco Guardi, benátský malíř († 1. ledna 1793)
- 1713 – Denis Diderot, francouzský filosof a spisovatel († 31. července 1784)
- 1743 – Leopold Schulz von Straßnitzki, rakouský vědec, politik a úředník († 4. února 1814)
- 1794 – Pietro Marini, italský kardinál († 19. srpna 1863)
- 1808 – Wilhelm Weitling, teoretik komunismu německého původu († 25. ledna 1871)
- 1821 – Rudolf Haym, německý filozof a teolog († 27. srpna 1901)
- 1829 – Chester A. Arthur, 21. americký prezident († 18. listopadu 1886)
- 1836 – Takeaki Enomoto, japonský admirál († 26. října 1908)
- 1840 – Johann II. z Lichtenštejna, lichtenštejnský kníže († 11. února 1929)
- 1848
  - Guido von List, německý spisovatel a zakladatel ariosofie († 17. května 1919)
  - Vinzenz Baillet von Latour, předlitavský státní úředník a politik († 4. prosince 1913)
  - Liborius von Frank, rakousko-uherský generál († 26. února 1935)
- 1863
  - Ludwig Borchardt, německý egyptolog († 12. srpna 1938)
  - Paul Kutter, lucemburský fotograf († 15. března 1937)
- 1864 – Louis Jean Lumiere, jeden z prvních filmových tvůrců († 6. června 1948)
- 1865 – Édouard Chavannes, francouzský sinolog († 29. ledna 1918)
- 1869 – Ármin Hegedűs, maďarský architekt († 2. července 1945)
- 1872
  - Emma Barton, anglická fotografka. († 31. března 1938)
  - Friedrich Rittelmeyer, evangelický teolog († 23. března 1938)
- 1879 – John Erskine, americký spisovatel († 2. června 1951)
- 1882 – Robert Goddard, americký konstruktér raket († 10. srpna 1945)
- 1887 – René Cassin, francouzský politik a právník, nositel Nobelovy ceny († 20. února 1976)
- 1894 – Bevil Rudd, jihoafrický, sprinter, olympijský vítěz v běhu na 400 metrů z roku 1920 († 2. února 1948)
- 1895 – Walter Bedell Smith, velvyslanec USA v Sovětském svazu, ředitel CIA († 9. srpna 1961)
- 1898 – Nachum Gutman, izraelský malíř, sochař, spisovatel († 28. listopadu 1980)
- 1899 – Georges Bidault, premiér Francie († 27. ledna 1983)
- 1900 – Adolf Rambold, německý inženýr, šiřitel čajových sáčků († 14. květen 1996)
- 1902 – Ray Kroc, americký podnikatel, zakladatel McDonald's († 1984)
- 1903 – Marion King Hubbert, americký geolog († 11. října 1989)
- 1904 – Fu Pao-š’, čínský malíř († 29. září 1965)
- 1905
  - John Hoyt, americký filmový, divadelní a televizní herec († 15. září 1991)
  - Wassily Leontief, rusko-americký ekonom († 5. února 1999)
- 1909
  - Bohdan-Ihor Antonyč, ukrajinský spisovatel († 6. července 1937)
  - Edward Osóbka-Morawski, polský ministerský předseda († 9. ledna 1997)
- 1912 – Karl Hass, německý válečný zločinec († 21. dubna 2004)
- 1917
  - Robert Adams, anglický sochař († 5. dubna 1984)
  - Magda Szabóová, maďarská spisovatelka († 19. listopadu 2007)
- 1919
  - Donald Pleasence, britský herec († 2. února 1995)
  - Vojtěch Zamarovský, slovenský historik a spisovatel († 26. července 2006)
- 1921 – Phạm Duy, vietnamský hudební skladatel († 27. ledna 2013)
- 1922 – José Froilán González, argentinský automobilový závodník († 15. června 2013)
- 1923 – Stig Dagerman, švédský spisovatel a žurnalista († 15. listopadu 1954)
- 1924 – Olga Gyarmatiová, maďarská olympijská vítězka ve skoku do dálky († 27. října 2013)
- 1925 – Antoine Gizenga, premiér Demokratické republiky Kongo († 24. února 2019)
- 1929 – Richard Gordon, americký astronaut († 6. listopadu 2017)
- 1930
  - Reinhard Selten, německý ekonom († 23. srpna 2016)
  - Pavel Popovič, sovětský vojenský letec a kosmonaut († 29. září 2009)
- 1932 – Hyman Bass, americký matematik
- 1943
  - Etela Farkašová, slovenská spisovatelka, esejistka, publicistka a filozofka
  - Steve Miller, americký kytarista a zpěvák-skladatel
  - Inna Čurikovová, ruská divadelní a filmová herečka († 14. ledna 2023)
- 1947 – Brian Johnson, britský zpěvák a textař
- 1949 – Peter Ackroyd, britský spisovatel
- 1950
  - Jeff Conaway, americký herec († 27. května 2011)
  - James Rizzi, americký pop artový malíř († 26. prosince 2011)
- 1951
  - Bob Geldof, irský zpěvák, muzikant, herec a politický aktivista
  - Harriet A. Washingtonová, americká spisovatelka, vysokoškolská učitelka, vědecká žurnalistka a redaktorka
- 1952
  - Clive Barker, anglický spisovatel
  - Emómalí-ji Rahmón, prezident Republiky Tádžikistán
  - Duncan Regehr, kanadský herec, malíř
  - Imran Chán, pákistánský hráč kriketu a 22. předseda vlády Pákistánu
- 1955 – Ángela Molinová, španělská herečka
- 1957 – Bernie Mac, americký herec a komik († 9. srpna 2008)
- 1958
  - Neil deGrasse Tyson, americký astrofyzik
  - André Kuipers, nizozemský lékař a astronaut
- 1963 – Charlotte Link, německá spisovatelka
- 1965
  - Mario Lemieux, kanadský hokejista
  - Patrick Roy, kanadský hokejista
- 1966 – Inessa Kravecová, bývalá ukrajinská atletka
- 1967 – Guy Pearce, v Anglii narozený australský herec
- 1973 – Cédric Villani, francouzský matematik
- 1974 – Jeff Strasser, lucemburský fotbalista
- 1975 – Kate Winsletová, britská herečka
- 1977 – Konstantin Zyrjanov, ruský fotbalista
- 1979 – Peter Sejna, slovenský hokejista
- 1980 – Joakim Brodén, švédský metalový zpěvák
- 1982
  - Čang I-ning, bývalá čínská stolní tenistka
  - Saori Jošida, japonská zápasnice
- 1983 – Jesse Eisenberg, americký herec
- 1986
  - Alex Bourret, kanadský hokejista
  - Rui Costa, portugalský cyklista
- 1992 – Kevin Magnussen, dánský pilot Formule 1
- 2003 – Eden Golan, izraelská zpěvačka

## Úmrtí

### Česko

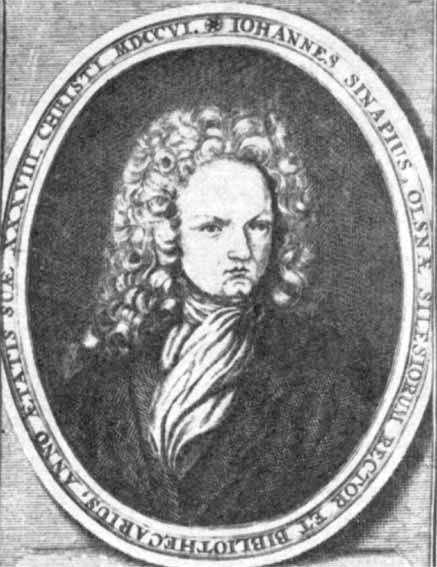
Ján Sinapius-Horčička mladší († 1725)

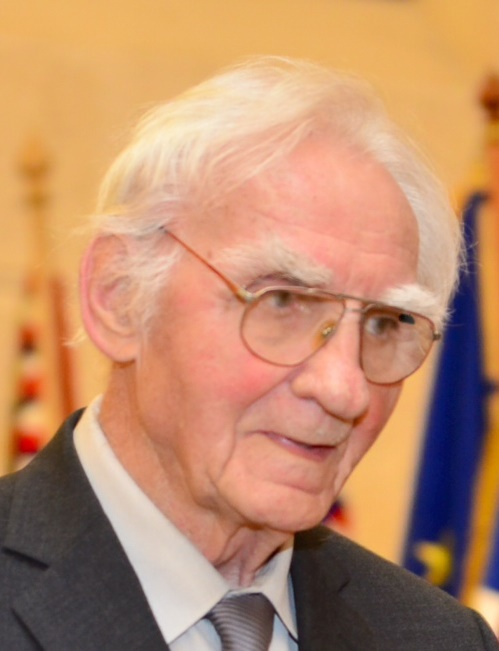
Armin Delong († 2017)

- 1725 – Ján Sinapius-Horčička mladší, slezský spisovatel a heraldik (* 11. září 1657)
- 1772 – David Nitschmann, český misionář a první biskup Moravské církve (* 18. listopadu 1695)
- 1784 – Antonín Kammel, houslista a hudební skladatel (* 21. dubna 1730)
- 1802 – Jan Kryštof Blümegen, Moravský zemský hejtman (* 8. července 1722)
- 1853 – Josef Dittrich, biskup a teolog (* 25. dubna 1794)
- 1896 – Václav Bělohradský, patolog (* 14. ledna 1844)
- 1925 – František Jureček, ostravský stavitel a sběratel umění (* 23. září 1868)
- 1926 – Hynek Lang, rakouský a český právník a politik (* 1. května 1847)
- 1930 – Jaroslav Bakeš, chirurg, sběratel minerálů a cestovatel (* 16. září 1871)
- 1932 – Josef Škrabal, děkan teologické fakulty v Olomouci (* 5. března 1875)
- 1937 – Stanislav Marák, československý politik (* 13. listopadu 1873)
- 1938 – František Tomášek, československý politik (* 12. března 1869)
- 1950
  - Jaromír Krejcar, architekt, návrhář nábytku, výtvarník (* 25. července 1895)
  - Slavoboj Tusar, grafik, typograf, knižní grafik, ilustrátor (* 17. října 1885)
  - Josef Hendrich, profesor pedagogiky (* 21. února 1888)
- 1953 – Jindřich Feld starší, houslista, hudební pedagog a skladatel (* 23. května 1883)
- 1971 – Jaroslav Brychta, český sochař a sklářský výtvarník (* 9. března 1895)
- 1977 – Jiří Jelínek, jazz-rockový kytarista (* 12. září 1954)
- 1980 – Ján Roháč, slovenský režisér a scenárista (* 1932)
- 1983 – Václav Jan Staněk, zoolog, mykolog, botanik, fotograf a filmař (* 16. července 1907)
- 1990 – Josef Trousílek, hokejista (* 16. března 1918)
- 1991 – Karel Rys, předseda MěNV Kladno (* 23. září 1930)
- 1993 – Radomír Kolář, český malíř (* 19. srpna 1924)
- 2000 – Ota B. Kraus, spisovatel (* 1. září 1921)
- 2008 – Josef Korčák, komunistický politik (* 17. prosince 1921)
- 2007 – Jeroným Zajíček, český skladatel, hudební vědec a pedagog v emigraci (* 10. listopadu 1926)
- 2009 – Ivan Poledňák, hudební vědec a publicista (* 31. prosince 1931)
- 2011 – Jiří Hermach, filosof Československého jara (* 6. června 1912)
- 2014 – Milan Kozelka, multimediální umělec, básník a prozaik (* 3. listopadu 1948)
- 2017 – Armin Delong, zakladatel elektronové miskroskopie (* 29. ledna 1925)

### Svět

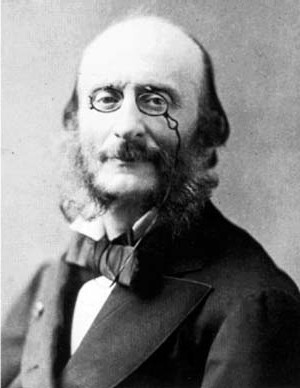
Jacques Offenbach († 1880)

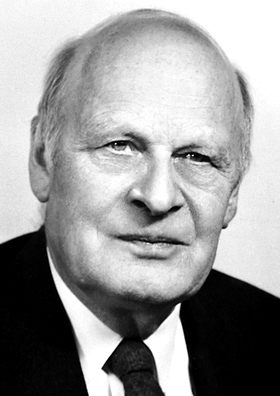
Lars Onsager († 1976)

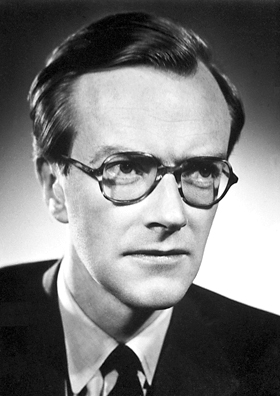
Maurice Wilkins († 2004)

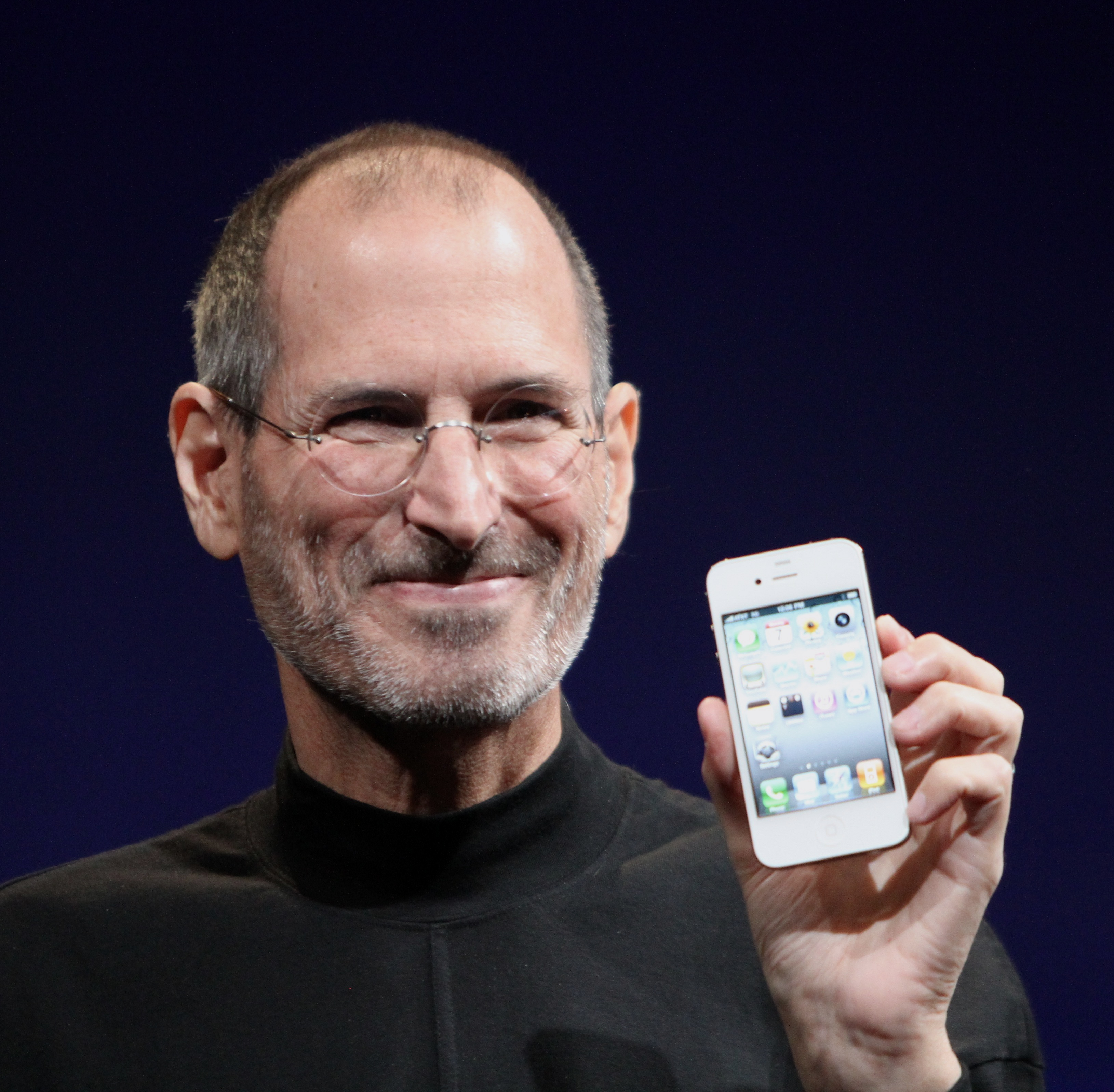
Steve Jobs († 2011)

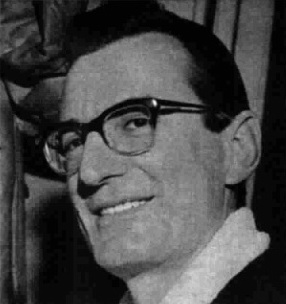
Carlo Lizzani († 2013)

- 0578 – Justinus II., byzantský císař (* 520)
- 0610 – Fokas, byzantský císař (* 547)
- 1056 – Jindřich III. Černý, císař svaté říše římské (* 28. října 1017)
- 1285 – Filip III., francouzský král z rodu Kapetovců (* 3. dubna 1245)
- 1565 – Lodovico Ferrari, italský matematik (* 2. února 1522)
- 1707 – Daniel Speer, slovenský hudební skladatel, interpret, spisovatel a pedagog (* 1636)
- 1763 – August III. Polský, polský král a velkokníže litevský (* 17. října 1696)
- 1777 – Ján Andrej Segner, německý fyzik, lékař, astronom, botanik, matematik a vynálezce (* 9. října 1704)
- 1791 – Grigorij Alexandrovič Potěmkin, ruský polní maršál (* 1739)
- 1798 – Antoine de Chézy, francouzský hydrolog (* 1. září 1718)
- 1805 – Charles Cornwallis, první markýz Cornwallis, britský generál a správce kolonií (* 31. prosince 1738)
- 1813 – Tecumseh, náčelník kmene Shawnee (* 1768)
- 1820 – Augustin Barruel, francouzský jezuita a polemický publicista (* 2. října 1741)
- 1837 – Hortense de Beauharnais, holandská královna (* 10. dubna 1783)
- 1843 – Laurent Feuillet, francouzský knihovník a spisovatel (* 1768)
- 1847 – Fridrich Ferdinand Rakouský, rakouský arcivévoda a velitel rakouského námořnictva (* 14. května 1821)
- 1851 – Marie Jules César Savigny, francouzský zoolog a botanik (* 5. dubna 1777)
- 1852 – Achille Richard, francouzský botanik a lékař (* 27. dubna 1794)
- 1860 – Alexej Chomjakov, ruský filozof, spisovatel a básník (* 13. května 1804)
- 1864 – Imre Madách, maďarský spisovatel (* 20. ledna 1823)
- 1874 – Bryan Waller Procter, anglický básník (* 21. listopadu 1787)
- 1880
  - Jacques Offenbach, francouzský skladatel (* 20. června 1819)
  - William Lassell, anglický astronom (* 18. června 1799)
- 1883 – Joachim Barrande, francouzský paleontolog činný v Čechách (†* 11. srpna 1799)
- 1915 – José María Usandizaga, španělský hudební skladatel a klavírista (* 31. března 1887)
- 1918 – Roland Garros, francouzský letec (* 6. října 1888)
- 1926 – Bartolo Longo, italský katolický laik, blahoslavený (* 10. února 1841)
- 1933 – Nikolaj Judenič, ruský carský generál (* 30. července 1862)
- 1934 – Jean Vigo, francouzský filmový režisér a scenárista (* 26. dubna 1905)
- 1938 – Maria Faustyna Kowalska, polská katolická světice (* 25. srpna 1905)
- 1941 – Louis Brandeis, soudce Nejvyššího soudu Spojených států amerických (* 13. listopadu 1856)
- 1946 – István Bethlen, maďarský premiér (* 8. října 1874)
- 1957 – José Andrade, uruguayský fotbalista (* 20. listopadu 1901)
- 1960 – Alfred Louis Kroeber, americký antropolog, historik a lingvista (* 11. června 1876)
- 1961 – Booker Little, americký trumpetista (* 2. dubna 1938)
- 1972 – Ivan Antonovič Jefremov, sovětský paleontolog a spisovatel (* 22. dubna 1907)
- 1974 – Zalman Šazar, prezident Izraele (* 22. prosince 1889)
- 1976 – Lars Onsager, norský chemik, nositel Nobelovy ceny (* 27. listopadu 1903)
- 1979 – Ľudmila Pajdušáková, slovenská astronomka a fyzička (* 29. června 1916)
- 1985 – Karl Menger, rakouský matematik (* 13. ledna 1902)
- 1986 – James Hardy Wilkinson, anglický matematik a informatik (* 27. září 1919)
- 1993 – Karl Henize, americký astronaut (* 17. října 1926)
- 1996 – Seymour Cray, americký architekt superpočítačů (* 28. září 1925)
- 2000 – Sonja Bullaty, americká fotografka českého původu (* 17. října 1923)
- 2001 – Emilie Schindlerová, manželka Oskara Schindlera, zachránce Židů (* 22. října 1907)
- 2003
  - Dan Snyder, kanadský hokejista (* 1978)
  - Neil Postman, americký mediální teoretik, kulturní kritik (* 8. března 1931)
  - František Velecký, slovenský herec (* 8. března 1934)
- 2004
  - Rodney Dangerfield, americký komik (* 22. listopadu 1921)
  - Maurice Wilkins, novozélandský fyzik, nositel Nobelovy ceny (* 1916)
- 2007 – Jack Wilson, americký klavírista (* 3. srpna 1936)
- 2009 – Israel Gelfand, ukrajinský matematik (* 2. září 1913)
- 2011
  - Steve Jobs, spoluzakladatel společnosti Apple (* 24. února 1955)
  - Pietro Lombardi, italský zápasník, zlato na OH 1948 (* 6. června 1922)
  - Charles Napier, americký herec (* 12. dubna 1936)
  - Bert Jansch, skotský kytarista a zpěvák (* 3. listopadu 1943)
- 2013
  - Carlo Lizzani, italský režisér (* 3. dubna 1922)
  - Butch Warren, americký kontrabasista (* 9. srpna 1939)
- 2014
  - Andrea de Cesaris, italský automobilový závodník (* 31. května 1959)
  - Misty Uphamová, americká herečka (* 6. července 1982)
  - Jurij Ljubimov, ruský divadelní herec a režisér (* 30. září 1917)
- 2015 – Henning Mankell, švédský spisovatel (* 3. února 1948)
- 2016 – Michal Kováč, první slovenský prezident (* 5. srpna 1930)

## Svátky

### Česko
- Eliška, Elza
- Atila
- Palmacius

Katolický kalendář
- svatý Palmác
- sv. Maur a sv. Placid

### Svět
- Mezinárodní den učitelů
- Světový den úsměvu (je-li pátek)
- Portugalsko: Den republiky

## Pranostiky

### Česko
- Na svatého Placida slunce ohně nevydá.
- Na svatého Placida zima teplo vystřídá.

| 5. říjen v pražském KlementinuÚdaje jsou platné k 11. 3. 2025. | 5. říjen v pražském KlementinuÚdaje jsou platné k 11. 3. 2025. | 5. říjen v pražském KlementinuÚdaje jsou platné k 11. 3. 2025. |
| minimum                                                        | denní průměr                                                   | maximum                                                        |
| -------------------------------------------------------------- | -------------------------------------------------------------- | -------------------------------------------------------------- |
| −1,9 °C (1912)                                                 | 12,3 °C (od 1961)                                              | 24,8 °C (1983)                                                 |